# 浅間神社 (練馬区小竹町)
浅間神社（せんげんじんじゃ）は、東京都練馬区小竹町にある神社。江古田浅間神社（えこだせんげんじんじゃ）、茅原浅間神社（かやはらせんげんじんじゃ）とも呼称される。

## 由緒
木花佐久夜姫命を祀る富士信仰の神社である。創立年代は社伝によると承平元年（931年）からとされるが、歴史学的には不詳。『新編武蔵風土記稿』によると「富士浅間社」とされ、別当寺は真言宗豊山派能満寺（旭丘）。境内の歌碑に「果てもなきこの武蔵野の茅原に富士ばかりこそ山は見えけれ」とあり、そうした和歌に因んで茅原浅間神社（かやはらせんげんじんじゃ）とも呼ばれた。
昔、小竹町と江古田町の人々がこの神社の所有をめぐって争ったところ、夏にもかかわらず雪が降る天変地異が起きた。これに驚いた双方は争いをやめ、共有の氏神として祀ることにし争いを収めたという伝説が残る。なお、別当寺である能満寺の山号は「夏雪山」であり、やはり夏に降る雪の伝説が残る。

## 江古田の富士塚
拝殿の後方に国の重要有形民俗文化財に指定されている「江古田の富士塚」（えこだのふじづか、通称：江古田富士とも）が保存されている（1979年5月21日指定、なお1986年には練馬区登録有形民俗文化財にも登録）。富士山の溶岩で覆われた富士塚で、天保10年（1839年）に小竹丸祓講により建造されたとされる。高さ8メートル、直径約30メートルで、山には天狗や猿などの神像、石碑もある。境内には文化4年（1807年）の石灯籠などの遺物も残っていることから、この富士塚も文化年間に築かれたのではないかという説もある。都区内の富士塚の中では大規模なものとされる。
この富士塚では「山開き」「登山」などの神事がおこなわれており、記録映画も作成された。1983年を最後に講中による富士塚参詣はなくなったが、7月1日の山開きは続けられておりこの日には一般の登拝が可能である（この他に正月三が日や当社の例祭が行われる9月の第2土曜日および日曜日にも登ることができる）。
2000年度には「江古田の富士講関係資料」が練馬区登録有形民俗文化財になった。

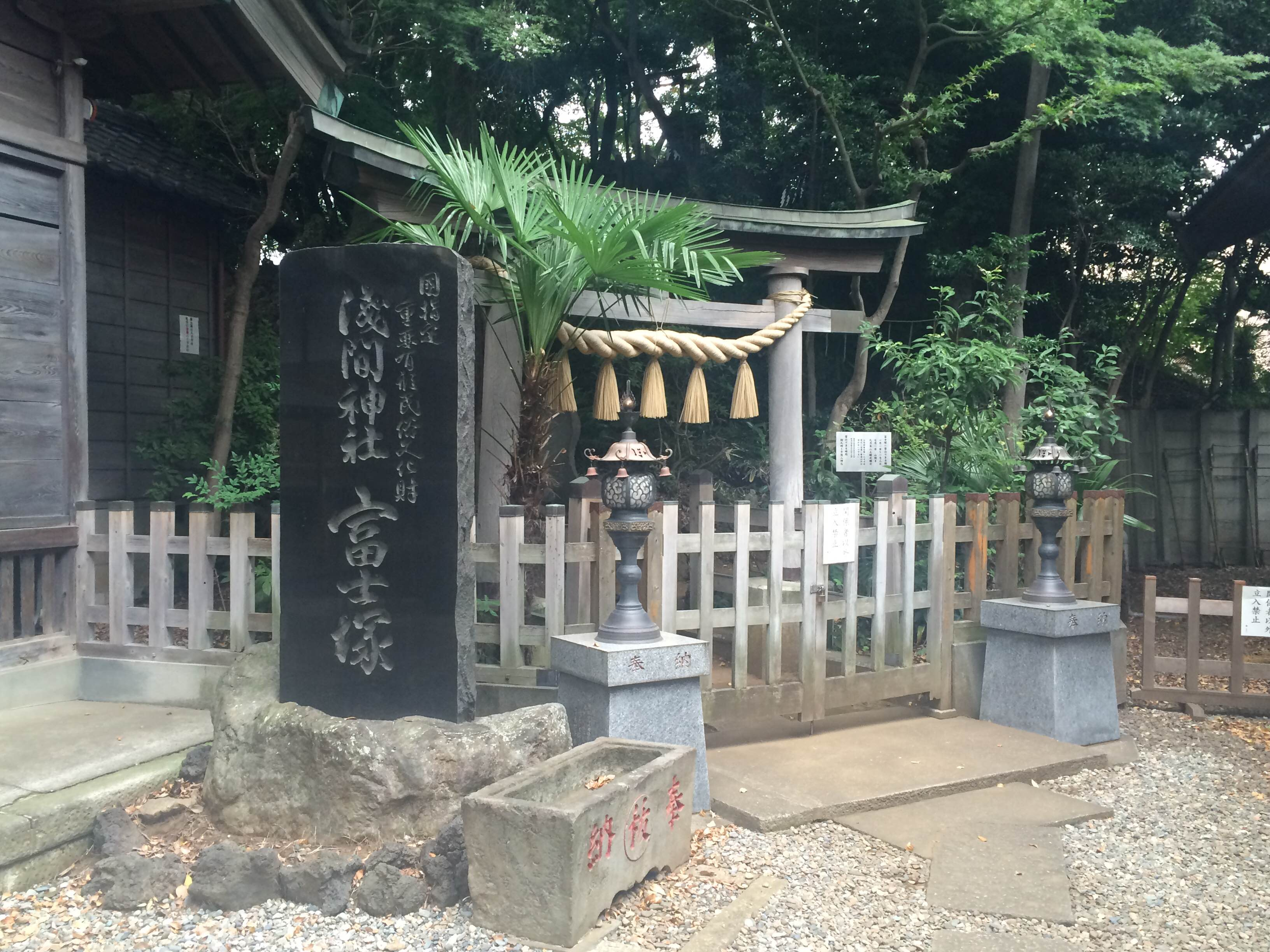
江古田の富士塚、普段は柵が閉まっており登拝不可
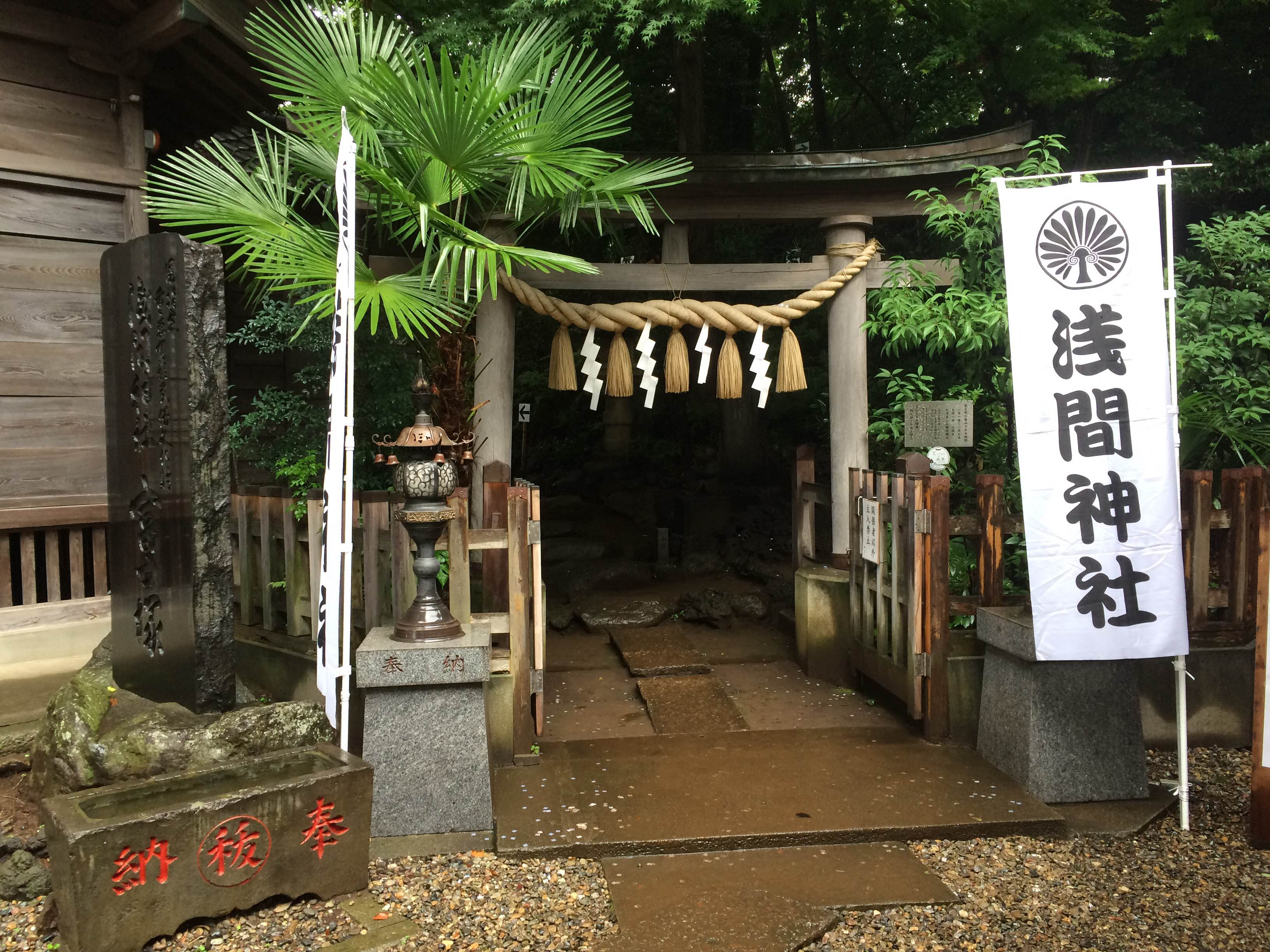
特定日のみ柵が開かれ、登拝できる（2015年7月1日）
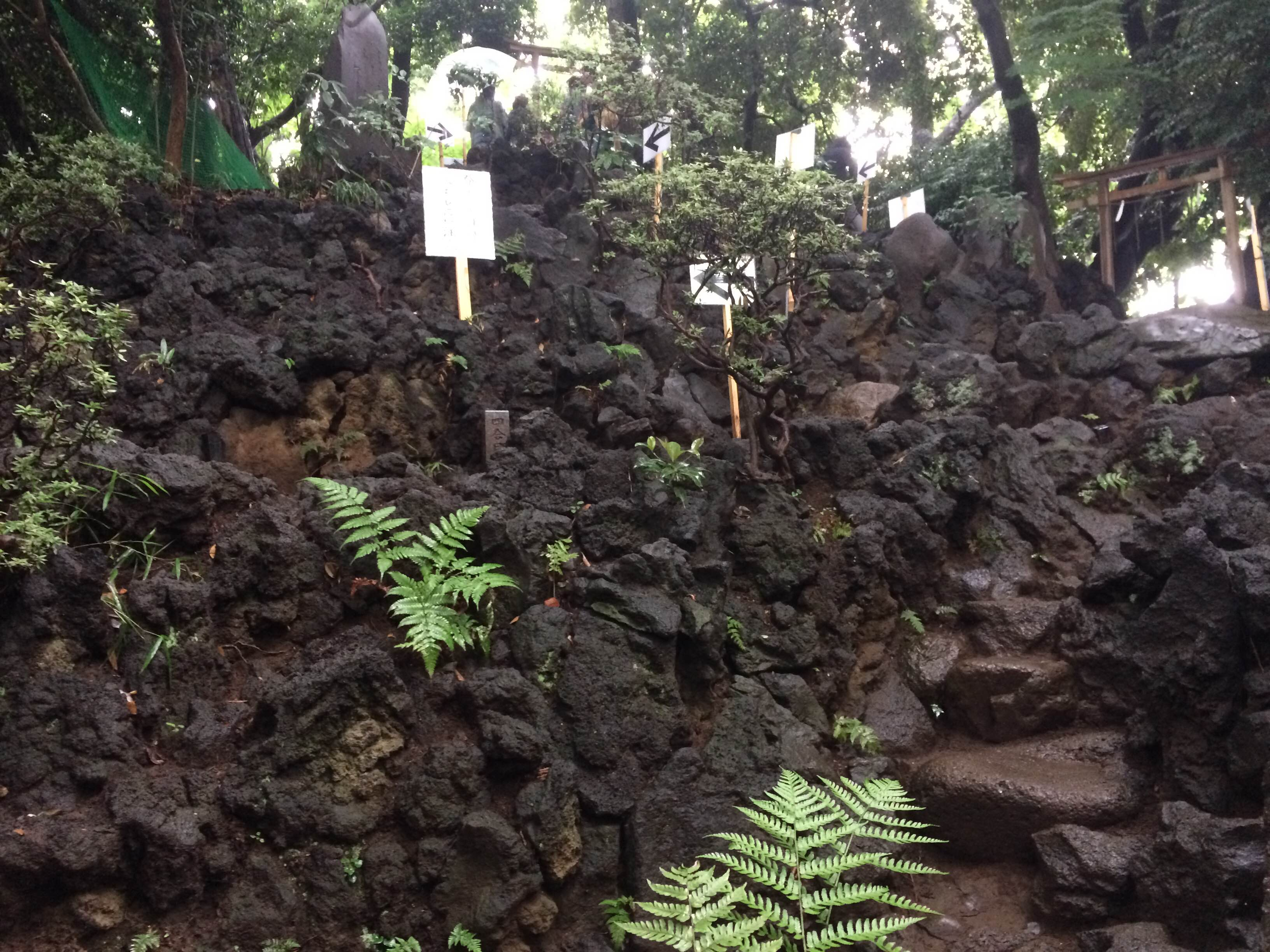
山開き実施日に富士塚を近距離から撮影（2015年7月1日）

## 境内社
- 稲荷神社（祭神：宇迦之御魂命）

## アクセス
- 西武池袋線・江古田駅より徒歩約1分
- 拝観は無料。